# کلرید مس (II)
کلرید مس (II) (به انگلیسی: Copper(II) chloride) با فرمول شیمیایی CuCl۲ یک ترکیب شیمیایی با شناسه پاب‌کم ۲۴۰۱۴ است. که جرم مولی آن 134.45 g/mol (anhydrous)
170.48 g/mol (dihydrate) می‌باشد. شکل ظاهری این ترکیب، توده یا پودر سیاه است.